# Palaeoloxodon
Palaeoloxodon és un gènere extint d'elefants. El gènere es va originar a l'Àfrica durant l'era del Pliocè i es va expandir a Euràsia durant l'era del Plistocè.
El gènere conté algunes de les espècies d'elefants més grans conegudes, amb més de quatre metres d'alçada a les espatlles, inclòs l'elefant europeu de coll recte (Palaeoloxodon antiquus) i Palaeoloxodon namadicus del sud d'Àsia, el darrer dels quals possiblement era el mamífer terrestre més gran conegut, basat en restes fragmentàries, però això requereix un reexamen adequat.
En canvi, el gènere també conté moltes espècies d'elefants nans que van evolucionar a través del nanisme insular a les illes del Mediterrani, algunes de només un metre d'alçada, fet que els converteix en els elefants més petits coneguts.
El gènere té una història taxonòmica llarga i complexa i, en diverses ocasions, s'ha considerat que pertany a Loxodonta o Elephas, però avui se sol considerar diferent.

## Taxonomia
El 1924, Hikoshichiro Matsumoto (松本彦七郎) va circumscriure Palaeoloxodon com a subgènere de Loxodonta. Incloïa E. antiquus (grup namadicus), i va designar E. namadicus naumanni Mak com la seva espècie tipus.
Més tard es va pensar que Palaeoloxodon era un subgènere d'Elephas, però aquesta idea es va abandonar el 2007.
El 2016, una anàlisi de la seqüència d'ADN de P. antiquus va suggerir que el seu parent existent més proper podria ser l'elefant africà de bosc (Loxodonta cyclotis). L'article argumenta que P. antiquus s'acosta més a L. cyclotis que L. cyclotis a l'elefant africà (Loxodonta africana), invalidant així el gènere Palaeoloxodon tal com es reconeix actualment.
Un segon estudi va suggerir que P. antiquus tenia una història d'hibridació complexa, amb més del 60% del seu ADN procedent d'un llinatge més proper però fora de les dues espècies de Loxodonta existents, al voltant del 6% de Mammuthus i el 30% d'un llinatge més proper a L. cyclotis que L. africana. La hibridació probablement va tenir lloc a l'Àfrica, on Paleoloxodon va ser dominant durant la major part del Pliocè i el Pleistocè primerenc.

### Espècies continentals
- P. recki - E. recki (Àfrica oriental), la més antiga (fa 4,0 - 0,6 milions d'anys) i una de les espècies més grosses.[7]
- P. antiquus - L. antiquus[8] (Elefant amb ullals rectes) (Europa, Orient Pròxim, Àsia Occidental).
- P. huaihoensis (Xina) possiblement sinònim de P. namadicus.
- P. namadicus - E. namadicus[9] (subcontinent indi, possiblement també en altres llocs d'Àsia), el més gros del seu gènere
- P. naumanni - E. namadicus naumanni (Japó, possiblement també Xina i Corea),[10] elefant nan i possibles subespècie de E. namadicus

Diagrama de mida de les espècies de Paleoloxodon més grosses

### Espècies petites de les illes del Mediterrani
Aquestes espècies insulars mediterrànies són gairebé segur que descendeixen de P. antiquus
- P. chaniensis (Creta), elefant nan.
- P. creutzburgi (Creta), elefant nan.
- P. xylophagou (Xipre), elefant nan.
- P. cypriotes (Xipre), elefant nan.
- P. lomolinoi (Naxos), elefant nan.
- P. melitensis (Malta), elefant nan.
- P. mnaidriensis (Sicília i Malta), elefant nan.
- P. falconeri - E. falconeri[8] (Sicília i Malta), elefant nan.

Diagrama de mida de les espècies de Paleoloxodon més petites

## Descripció
Les espècies de Palaeoloxodon es destaquen per les seves crestes parietooccipitals distintives presents a la part superior del crani, que s'utilitzava per ancorar l'espleni, així com possiblement els músculs romboides per suportar el crani, que és proporcionalment gran en comparació amb altres elefants. Els ullals tenen relativament poca curvatura i són proporcionalment grans.

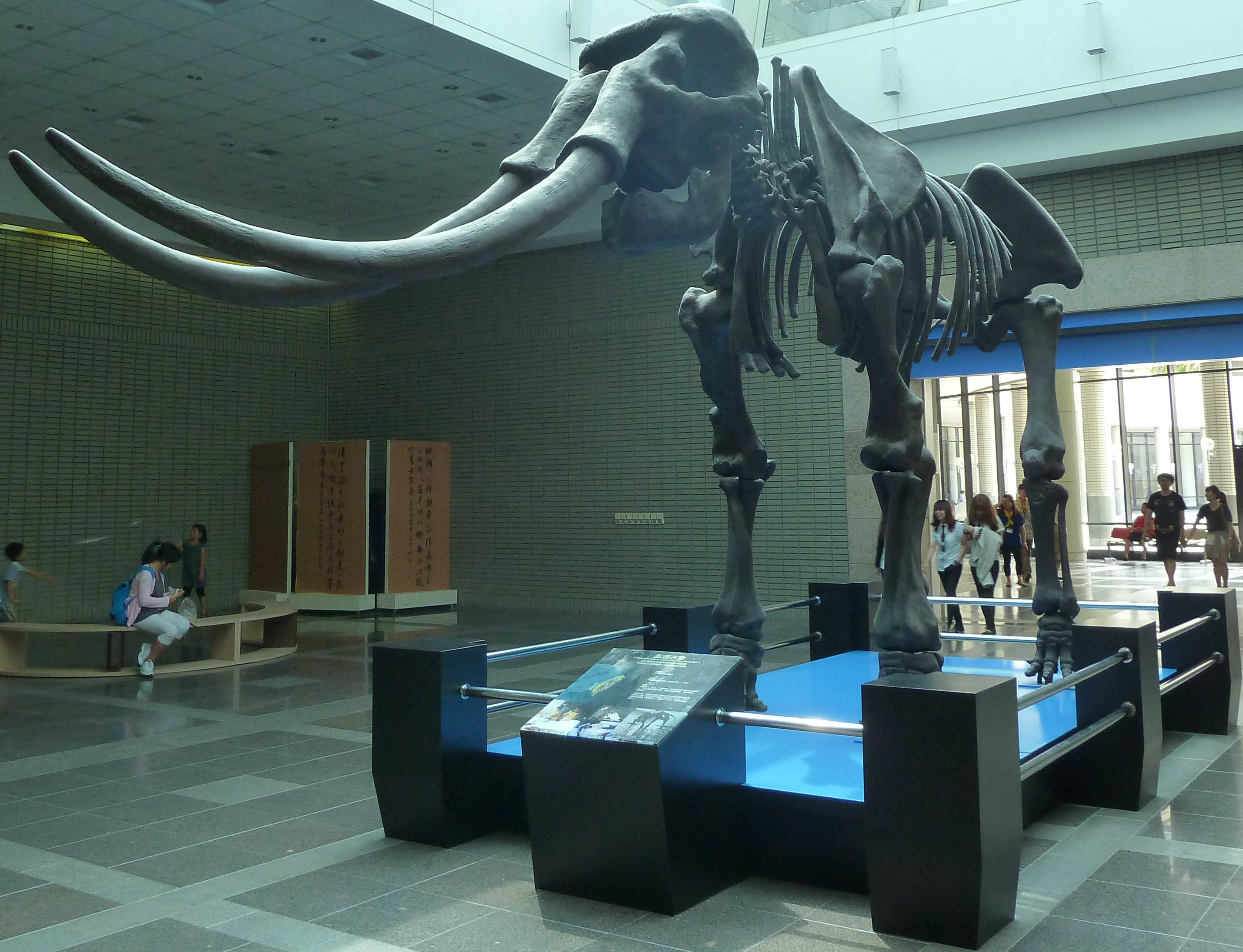
Esquelet de Palaeoloxodon huaihoensis al Museu Nacional de Ciències Naturals de Taitxung, Taiwan
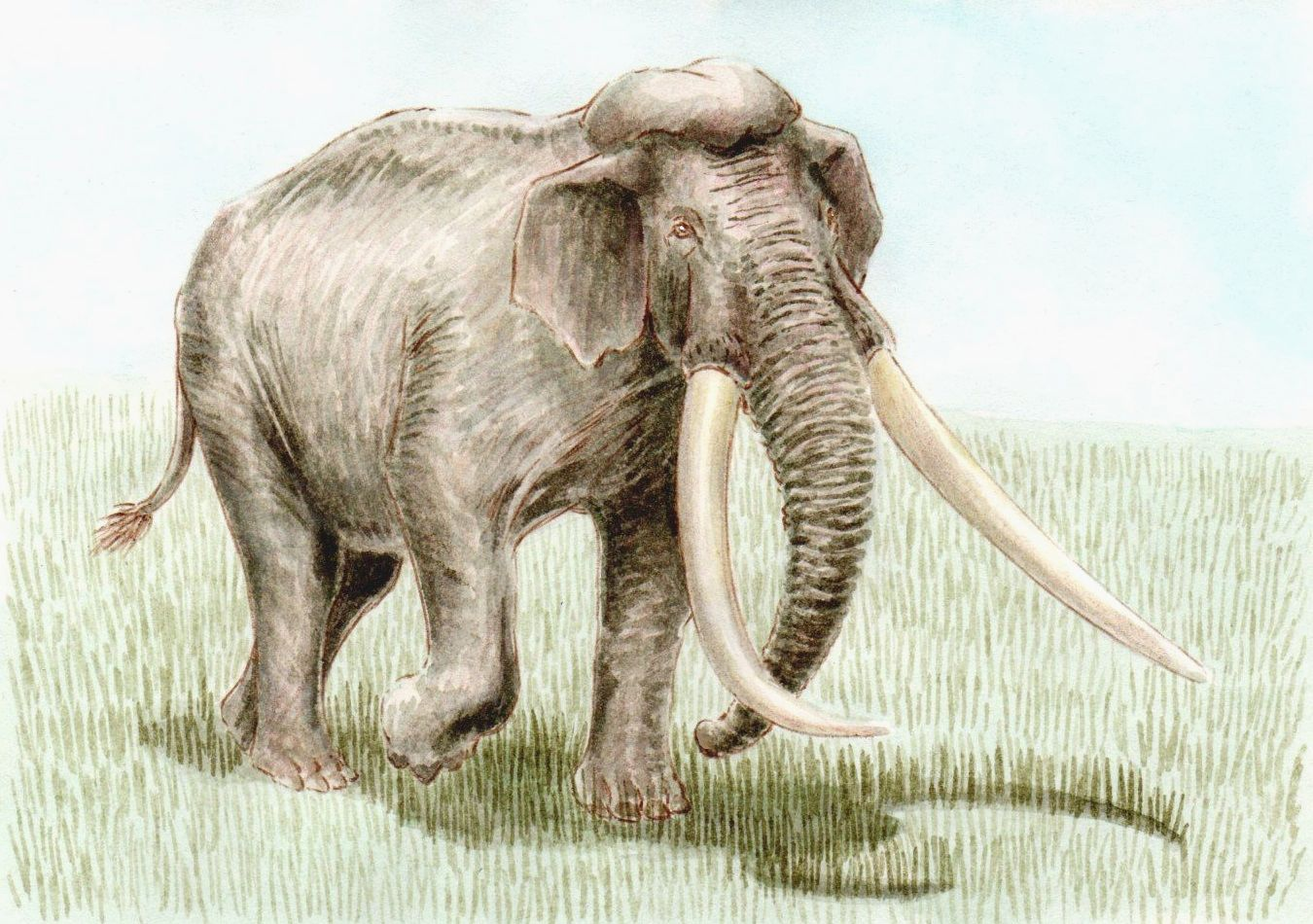
Restauració de P. namadicus

## Evolució
Palaeoloxodon apareix per primera vegada al registre fòssil a l'Àfrica durant el Pliocè primerenc, al voltant dels 4 milions d'anys com l'espècie Palaeoloxodon recki. P. recki va ser l'elefant dominant a l'Àfrica durant el Pliocè i la major part del Plistocè. Una població de P. recki va emigrar fora d'Àfrica entre 0,8 i 0,6 milions d'anys, diversificant-se en la radiació d'espècies de Paleoloxodon eurasiàtiques, incloses P. antiquus, P. namadicus i P. naumanni, les relacions precises dels tàxons eurasiàtics entre si són fosques en absència d'evidència molecular. P. recki es va extingir a l'Àfrica al voltant de 0,5 milions d'anys, sent substituït pel gènere modern Loxodonta. L'arribada de P. antiquus a Europa coincideix amb l'extinció de Mammuthus meridionalis i la seva substitució per Mammuthus trogontherii, cosa que suggereix que podria haver compartit un nínxol dietètic similar i haver competit amb el primer.
P. antiquus va poder dispersar-se per moltes illes de la Mediterrània, patint nanisme insular i especiant-se en nombroses varietats diferents d'elefants nans. Els fòssils de Paleoloxodon són abundants a la Xina i estan assignats a tres espècies, P. namadicus, P. naumanni i P. huaihoensis..

## Extinció
La majoria de les espècies eurasiàtiques de Palaeoloxodon es van extingir cap al final de l'últim període glacial. El registre més recent de P. antiquus són petjades del sud de la península Ibèrica, que es remunten a fa aproximadament 28.000 anys. Entre els últims elefants de coll recte hi havia l'espècie nana mediterrània, que es va extingir fa 3.000 anys, possiblement a mans de caçadors humans i depredadors introduïts. Els registres japonesos més recents de P. naumanni daten de fa uns 24.000 anys. S'han informat dates similars per a P. namadicus indi i Palaeoloxodon xinès.
Algunes de les espècies nanes mediterrànies es van mantenir durant més temps, amb les dates més joves de l'elefant nan de Xipre fa uns 12.000 anys. Es va suggerir que P. tiliensis de l'illa grega de Tilos havia sobreviscut fins a 3.500 anys abans del present basant-se en una datació preliminar amb radiocarboni feta a la dècada del 1970, que el convertiria en l'elefant supervivent més jove d'Europa, però això no s'ha investigat a fons.

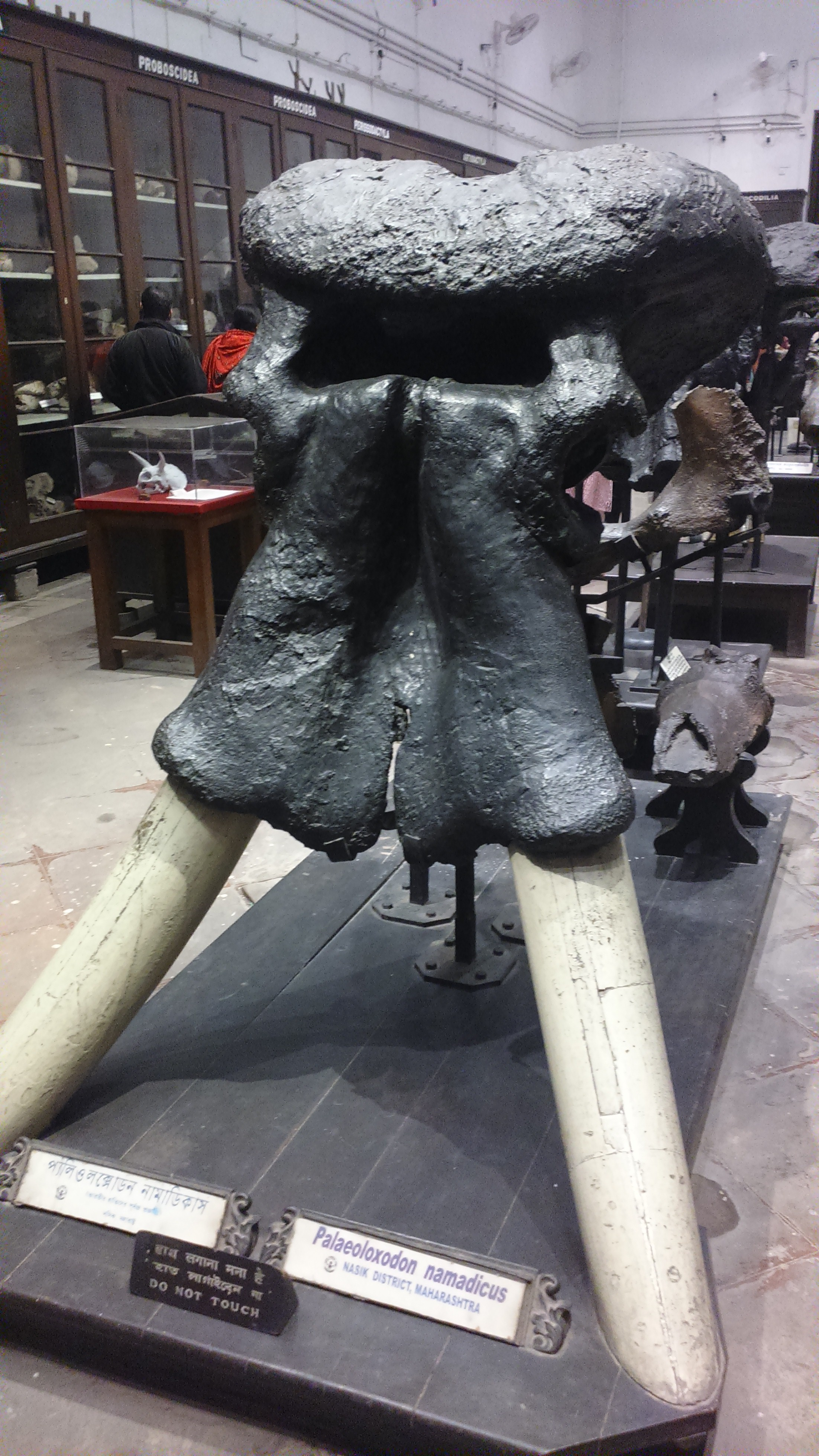
Palaeoloxodon namadicus, que mostra la cresta parietooccipital a la part superior del crani típica de Palaeoloxodon

Es diu que una població de Paleoloxodon d'espècies indeterminades va sobreviure al nord de la Xina fins fa 3.000 anys. Li Ji i els seus col·legues de l'Institut de Ciències Geogràfiques i Recerca de Recursos Naturals de Pequín van argumentar que les dents que abans es creia que pertanyien als elefants asiàtics eren en realitat les de Palaeoloxodon. Es desconeix si aquests pertanyen a una espècie nova i distintiva o descendents reals de P. namadicus. També van argumentar que els vasos rituals de bronze que representen troncs amb dos «dits» han de ser Paleoloxodon (que només es coneixen pels ossos; les seves característiques de la trompa són desconegudes) perquè els elefants asiàtics només en tenen un. Els experts en elefants fòssils Victoria Herridge i Adrian Lister no estan d'acord amb això, afirmant que el diagnòstic de les característiques dentals publicades són en realitat artefactes de contrast creats a causa de la baixa resolució d'imatge de les figures del document científic, que no són evidents en fotografies de millor qualitat. Atès que l'aspecte dels troncs de Palaeoloxodon és desconegut i les representacions de bronze d'animals que es mostren al document estan molt estilitzades, l'argument basat en els vasos de bronze tampoc és fiable. Per tant, aquests elefants són més probables elefants asiàtics, com es creia originalment.